# Junior Wells
Junior Wells (nacido Amos Wells Blakemore Jr.; Memphis, Tennessee; 9 de diciembre de 1934-15 de enero de 1998) fue un músico estadounidense de blues de la vertiente Chicago Blues. Fue vocalista, armonicista y músico de estudio. Es conocido por sus participaciones y grabaciones con Muddy Waters, Buddy Guy, Magic Sam, Lonnie Brooks, Earth Wind and Fire, The Rolling Stones y otros músicos de blues y rhythm and blues. Falleció a causa de un linfoma a la edad de 63 años.

## Vida y carrera
Junior Wells nació en Memphis (Tennessee, Estados Unidos) y creció en West Memphis (Arkansas), aunque algunas fuentes indican que nació en West Memphis. Wells aprendió a tocar la armónica a la edad de siete años con una habilidad sorprendente, primero con su primo Junior Parker, y luego con Sonny Boy Williamson II.  En 1948, tras el divorcio de su madre, ambos emigraron a Chicago, donde Wells comenzó a tocar con músicos locales, tanto en fiestas familiares como en tabernas. Salvaje y rebelde, pero muy demandado por su talento, comenzó a tocar con The Aces (grupo de los hermanos guitarristas Dave y Louis Myers y el baterista Fred Below), desarrollando un estilo más moderno y amplificado influenciado por Little Walter. En 1952 hizo su primera grabación, reemplazando a Little Walter en la banda de Muddy Waters y apareciendo en una de las sesiones de Muddy para Chess Records. Sus primeras grabaciones como líder de banda fueron hechas durante los años siguientes para States Records. A finales de la década de 1950 y principios de la de 1960, Wells también grabó discos sencillos para Chief Records y su subsidiaria Profile Records, incluyendo "Messin' with the Kid", "Come on in This House" y "It Hurts Me Too", las cuales mantendría en su repertorio a través de su carrera. Su sencillo de los años 60 "Little by Little" (escrito por su productor, Mel London) alcanzó el número 23 en la lista de Billboard R&B, siendo el primero de dos sencillos de Wells que entraron en dicha lista.
Junior Wells trabajó con el guitarrista Buddy Guy durante los años 60 e invitó a Guy como guitarrista para la grabación de su primer álbum, Hoodoo Man Blues, para Delmark Records. Wells y Guy apoyaron a los Rolling Stones en numerosas ocasiones durante los años 70. Aunque en sus álbumes South Side Blues Jam (1971) y On Tap (1975) demostró su aptitud para el Chicago blues, sus discos de los 80 y 90 fueron inconsistentes. Sin embargo, su álbum de 1996, Come On in This House, fue un conjunto de entregas de blues clásico con una rotación de guitarristas de guitarra slide, entre ellos Alvin "Youngblood" Hart, Corey Harris, Sonny Landreth, Derek Trucks, y otros de alto nivel. Wells apareció en la película Blues Brothers 2000, la secuela del clásico The Blues Brothers.
Wells continuó actuando hasta que le diagnosticaron cáncer en el verano de 1997. En el otoño de ese año, sufrió un ataque cardiaco que le dejó en coma. Finalmente, falleció en Chicago el 15 de enero de 1998, después de sucumbir al linfoma que padecía, y fue enterrado en el Oak Woods Cemetery de Chicago.
Wells fue mencionado en la canción de Steppenwolf, "Tighten Up Your Wig", en la letra de la cual indican explícitamente que habían copiado la música de "Messing with the Kid", escrita por Junior Wells. En la última estrofa de esta canción dice: "Just before we go, I'd like to mention Junior Wells; we stole his thing from him, and he from someone else. Oh, yeah, he plays the Blues like few before, may he play forevermore". (Justo antes de irnos, me gustaría mencionar a Junior Wells; le robamos lo suyo y él a otra persona. Oh, sí, toca el Blues como pocos, puede que siga tocando para siempre).
Sobre su vocación para tocar la armónica, Wells contó la siguiente historia, la cual está impresa en la funda del álbum Hoodoo Man Blues: "Fui a una casa de empeños en el centro de la ciudad, en donde tenían una armónica con un precio de dos dólares. Conseguí un trabajo en un camión de bebidas gaseosas, trabajé toda la semana y el sábado me pagaron un dólar y medio. ¡Un dólar y medio por toda una semana de trabajo!. Fui a la casa de empeños, pero el tendero me dijo que el precio era de dos dólares. Le dije que tenía que tener esa armónica. Se alejó del mostrador, dejó la armónica allí. Así que puse mi dólar y medio sobre el mostrador y me la llevé. Cuando llegó mi juicio, el juez me preguntó por qué lo hice. Le dije que tenía que tener ese instrumento. El juez me pidió que lo tocara y cuando lo hice, le dio al hombre los 50 centavos y gritó ¡se desestima el caso!".

## Discografía
{† Álbumes donde el guitarrista fue Buddy Guy)
- Hoodoo Man Blues † (1965)
- It's My Life, Baby! † (1966)
- Chicago/The Blues/Today! vol. 1 † (1966)
- On Tap (1974)
- You're Tuff Enough (1968)
- Coming at You † (1968)
- Live at the Golden Bear (1969)
- Southside Blues Jam † (1969)
- Buddy and the Juniors † (1970)
- In My Younger Days (1972)
- Buddy Guy & Junior Wells Play the Blues † (1972)
- Live At Montreux † (1977)
- Blues Hit Big Town (1977)
- Pleading the Blues † (1979)
- Got To Use Your Head (1979)
- Drinkin' TNT 'n' Smokin' Dynamite † (1982)
- The Original Blues Brothers (1983)
- Messin’ With The Kid, Vol 1 (1986)
- Universal Rock (1986)
- Chiefly Wells (1986)
- Harp Attack! (1990)
- 1957-1966 (1991)
- Alone & Acoustic † (1991)
- Undisputed Godfather of the Blues (1993)
- Better Off with the Blues † (1993)
- Messin’ With The Kid 1957-63 (1995)
- Everybody's Getting' Some (1995)
- Come on in This House (1996)
- Live at Buddy Guy's Legends (1997)
- Keep On Steppin’: The Best Of… (1998)
- Best Of The Vanguard Years (1998)
- Masters (1998)
- Buddy Guy & Junior Wells † (1998)
- Last Time Around –- Live at Legends (1998)
- Junior Wells & Friends (1999)
- Every Day I Have The Blues (2000)
- Calling All Blues (2000)
- Buddy Guy & Junior Wells † (2001)
- Best Of.. (2001)
- Live at Theresa's 1975 (2006)